# Arvo Volmer
Arvo Volmer (* 4. November 1962 in Tallinn, Estnische SSR) ist ein estnischer Dirigent.
Nach seinem Abitur studierte Arvo Volmer von 1980 bis 1985 das Fach Orchesterleitung (Opern- und Symphonieorchester) an der Estnischen Musikakademie in Tallinn und von 1985 bis 1990 am Konservatorium in Leningrad.
Seit 1985 war er als Dirigent in Estland tätig.
Seinen internationalen Durchbruch erreichte er mit dem Nikolai-Malko-Wettbewerb 1989 in Kopenhagen.
Arvo Volmer war von 1993 bis 2001 Chefdirigent des Staatlichen Symphonieorchesters Estlands (ERSO). Von 1994 bis 2005 war er künstlerischer Leiter und Chefdirigent des Symphonieorchesters Oulu (Oulu Sinfonia) in Finnland. Er war von 2004 bis 2013 musikalischer Direktor des Adelaide Symphony Orchestra sowie von 2004 bis 2012 und erneut seit 2019 künstlerischer Leiter und Chefdirigent der Nationaloper Estonia in Tallinn. 2015 wurde er Chefdirigent des Haydn-Orchesters in Bozen und Trient.
Arvo Volmer war darüber hinaus Gastdirigent zahlreicher international bekannter Orchester, besonders in Skandinavien. Zu Volmers Aufnahmen gehören das vollständige Orchesterwerk von Leevi Madetoja und alle Symphonien von Eduard Tubin. Er gilt als einer der führenden Interpreten des Werks von Jean Sibelius.